# Cinéma du Look

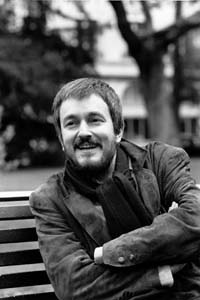
Жан-Жак Бенекс — один из ведущих представителей движения

Cinéma du look (с фр. — «кинематограф внешнего вида»; «кинематограф стиля») — французское кинематографическое движение 1980-х—1990-х годов. Известно также под названием необарокко. Фильмы этого направления характеризует пышный видеоряд, зрелищность, бурные страсти, динамика сюжета, что присуще эстетике барокко. Кинорежиссёры, работающие в этом направлении, предпочитали стиль содержанию и зрелищность повествованию. Отсутствовала политизированность, характерная для некоторых представителей «новой волны». 
Возникновение термина связано со статьёй французского критика Рафаэля Бассана, опубликованной в мае 1989 года. Он первым связал возникновение данного направления с творчеством трёх режиссёров, которые дебютировали на большом экране в 1981—1984 годах: Жан-Жак Бенекс, Люк Бессон и Леос Каракс. Его начала также усматривают в различных предшествующих течениях и работах других режиссёров. Несмотря на то, что активная фаза существования необарокко была завершена довольно быстро, его влияние ощущается как в творчестве ведущих представителей, так и в фильмографии других режиссёров.    

## История

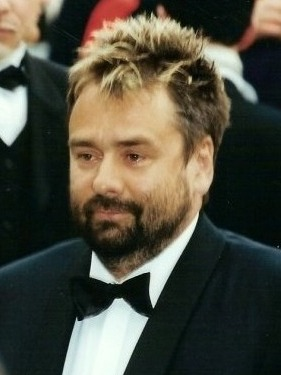
Люк Бессон — начинал работать в стилистике необарокко

Появление термина связано со статьёй  французского критика Рафаэля Бассана «Три французских художника необарокко» (фр. Trois néobaroques français), опубликованной в журнале La Revue du cinema в мае 1989 года. В это время направление утратило актуальность, так как практически сошло на нет. Бассан акцентировал внимание на трёх режиссёрах: Жан-Жаке Бенексе, Люке Бессоне и Леосе Караксе, охарактеризовав их кинематографическое видение как имеющее оригинальный «взгляд» (le look). После того, как статья появилась в печати, за движением закрепилось название Cinéma du look, что можно перевести как «кинематограф внешнего вида» или «кинематограф стиля». С учётом зрелищности, аудивизуальной пышности и красочности составляющей фильмов, их стали также относить к необарокко. По французским инициалам фамилий указанных режиссёров критики стали обозначать их аббревиатурой BBC (Beinex—Besson—Carax), зачастую такая отсылка подаётся шутливо, иронически. Однако движение не исчерпывается только этими тремя именами. Действие картин часто происходило среди представителей маргинальных групп, андеграундных и урбанистических субкультур, сопровождалось показом болезненных отношений между главными героями. Стилистика фильмов выстраивалась таким образом, что на первый план выходили не сюжет и глубина содержания, а яркая зрелищность, визуальный ряд образов и «бунтарский вопль разочарованной молодёжи».
Часть сцен, характеризующих данное направление, приближена по стилистике к ритму и эстетике клипов, рекламных роликов, что связывают с работой режиссёров в этой области. По характеристике киноведа Йена Смита, «их фильмы, черпавшие вдохновение в зарождавшемся и набиравшем популярность жанре видео‑клипов, дерзко смешивали музыкальные направления от оперы до классики и электропопа и шли вразрез с современными течениями французского кино. В фильмах, упивающихся подпольной жизнью города, ощущается экзистенциальная тоска, присущая поэтическому реализму 1930‑х».
Режиссёры французской новой волны — в первую очередь Жан-Люк Годар, Франсуа Трюффо, Ален Рене, Клод Шаброль. Кроме того, это относится также к некоторым работам ведущих мастеров Нового Голливуда — Стивена Спилберга, Мартина Скорсезе, Фрэнсиса Форда Копполы, также оказавших влияние на творчество кинорежиссёров данного направления. В большей или меньшей мере источником вдохновения называют также фильмы 1970-х—1980-х годов Бертрана Блие («Вальсирующие»), Жака Дуайона («Пиратка»), Барбе Шрёдера («Хозяйка»), Анджея Жулавского «Одержимая», Райнера Вернера Фассбиндера и Питера Гринуэя. Показателен в этом отношение фильм «Барокко» Андре Тешине, который, по словам режиссёра, отмечен стремлением к «воображению и зрелищности». 
Критики отмечают, что возникновение фильмов, снятых в данной стилистике, было вызвано рядом факторов, проявившихся в общественной и культурной жизни Франции — (холодная война, правление Франсуа Миттерана, постструктурализм, постпанк, открытие ВИЧ-СПИДа): «Необарокко становится новым выбором кинематографа в попытке обновления. Период первой половины восьмидесятых годов наиболее чётко свидетельствует о приходе новой плеяды режиссёров и широком распространении барочной эстетики». 
Бенекс дебютировал  фильмом «Дива», снятым в этой стилистике и вышедшим на экраны в 1981 году, который, несмотря на отрицательную критику французских рецензентов, был отмечен рядом международных призов. Он получился настолько отличным от работ в жанре триллера, к которому относился по внешним признакам, что продюсеры даже подумывали не выпускать его в прокат, предвидя зрительский провал. Именно с этой работой некоторые критики связывают оформление принципов движения. Ещё дальше режиссёр пошёл в своей следующей картине — «Луна в сточной канаве», отмеченной яркими визуальными образами из мира рекламы и живописными картинами «городского дна». 
В 1986 году на экраны вышла картина Бенекса «37,2 по утрам», получившая наибольший зрительский успех среди фильмографии режиссёра. Она отмечена более уравновешенной стилистикой и повествует о тяжёлых, «болезненных» отношениях на грани безумия. Две его следующие работы — «Розалина и её львы» (Roselyne et les lions; 1989) и «Остров мастодонтов» (IP5: L'île aux pachydermes; 1992) — рассматриваются как продолжение идей Cinéma du look, имеющих меньший резонанс. После этого в творчестве режиссёра наступил перерыв. Он снял два документальных фильма, затем занимал пост президента Ассоциации писателей, режиссёров и продюсеров, работал на телевидении, занимался продюсированием. Вернулся к игровому кино только с фильмом «Приключения трупа» (Mortel Transfert; 2001). Российский киновед Андрей Плахов выделил наиболее характерные для Бенекса черты необарочного периода:  
В современном круговороте массовых образов мы начинаем верить в несуществующие, лишённые содержания вещи и наслаждаемся ими тем больше, чем менее они реальны. Стиль, таким образом, становится метафизикой нашего бытия, способом существования в вымышленном мире-образе. Герои Бенекса населяют вселенную воображения, в которой значимо все — цвета, покрой одежды, интерьеры, марки машин, афиши, звучащие музыкальные фрагменты и даже способы, которыми убивают себе подобных.
Отдал дань необарочной стилистике Люк Бессон, что особенно прослеживается в его ранних работах, созданных в 1980-е годы («Последняя битва», «Подземка»). Однако, по мнению исследователей, и в более поздних работах, снятых в коммерческом ключе, разбросаны элементы, характерные для Cinéma du look: «Да, Бессон достаточно быстро ушёл в откровенную коммерцию, но почти в каждом фильме сохранял верность необарочной избыточности, будь то откровенно маргинальные персонажи „Никиты“ и „Леона“, поражающие своей вычурностью костюмы от Готье в „Пятом элементе“ или ядовитая палитра „Люси“».
Ещё одним из основных представителей необарокко называют Леоса Каракса, однако сам он не склонен был причислять себя к какой-либо группе. К необарочному периоду его творчества прежде всего относят так называемую «трилогию Алекса» (1984—1991): «Парень встречает девушку», «Дурная кровь» и «Любовники с Нового моста». Несмотря на то, что позже он прекратил снимать кино почти на десятилетие, отголоски течения можно найти и в его последующих картинах — («Пола Икс», «Корпорация „Святые моторы“», «Аннет»). Помимо Каракса, Бессон и Бенекс также не приветствовали причисление фильмов, созданных в 80-х, как иллюстрацию направления Cinéma du Look и с каждым новым фильмом сознательно меняли темы, стиль и формы картин, избегая однообразия и бросая вызов критикам и зрительской аудитории.
Из других режиссёров отдали дань необарокко в 1980—1990-е годы Питер Дель Монте («Приглашение в путешествие»), Виржини Тевене («Игра теней»), Бертран Артуй («Том и Лола»).  
По мнению киноведов, несмотря на то, что с начала 1990-х годов картины в данной стилистике перестают снимать, продолжение необарочных традиций в той или иной мере просматривается в творчестве таких разноплановых режиссёров как Жан-Пьер Жёне, Марк Каро, Франсуа Озон, Гаспар Ноэ, Бруно Дюмон. Необарокко оказало влияние и на работы кинематографистов, работающих за пределами Франции. Сцены и образы этого стиля появляются в творчестве Майкла Манна, немецких фильмах с элементами триллера (например, «Беги, Лола, беги» Тома Тыквера). Продолжение стилистики Cinéma du look выражено в работах Сержа Бозона, Яна Гонсалеса и Бертрана Мандико.